# كوزيمو فيرو
كوزيمو فيرو (بالإيطالية: Cosimo Ferro)‏ هو مبارز بالسيف إيطالي، ولد في 8 يونيو 1962 في قطانية في إيطاليا.

## وصلات خارجية
- كوزيمو فيرو على موقع اللجنة الأولمبية الدولية (الإنجليزية)
- كوزيمو فيرو على موقع أوليمبيديا (الإنجليزية)
- كوزيمو فيرو على موقع اللجنة الأولمبية الإيطالية (الإيطالية)